# Longué-Jumelles

Longué-Jumelles este o comună în departamentul Maine-et-Loire, Franța. În 2009 avea o populație de 6,820 de locuitori.